# Nichols (Connecticut)
Pour les articles homonymes, voir Nichols.
Nichols, village historique s'étendant au sud-est de Trumbull dans le comté de Fairfield (Connecticut), porte le nom de la famille qui y a établi la première ferme et l'a exploitée pendant près de 3 siècles. Le District Historique de Nichols Farm, qui recouvre une grande partie du village, est classé au National Register of Historic Places. Occupée par une tribu Pequots, la région fut annexée par les Puritains anglais de la colonie de Stratford lors de la guerre des Pequots. La fermeture de l'usine, l'aménagement d'une voie rapide (la Merritt Parkway), et la désaffection subséquente pour les commerces locaux ont fait de ce village une ville-dortoir à la veille de la Deuxième guerre mondiale. Le pionnier de l'aviation  Igor Sikorsky y a réalisé ses principales inventions entre 1928 et 1951, notamment ses premiers avions à hélices et la fabrication en série d'hélicoptères.

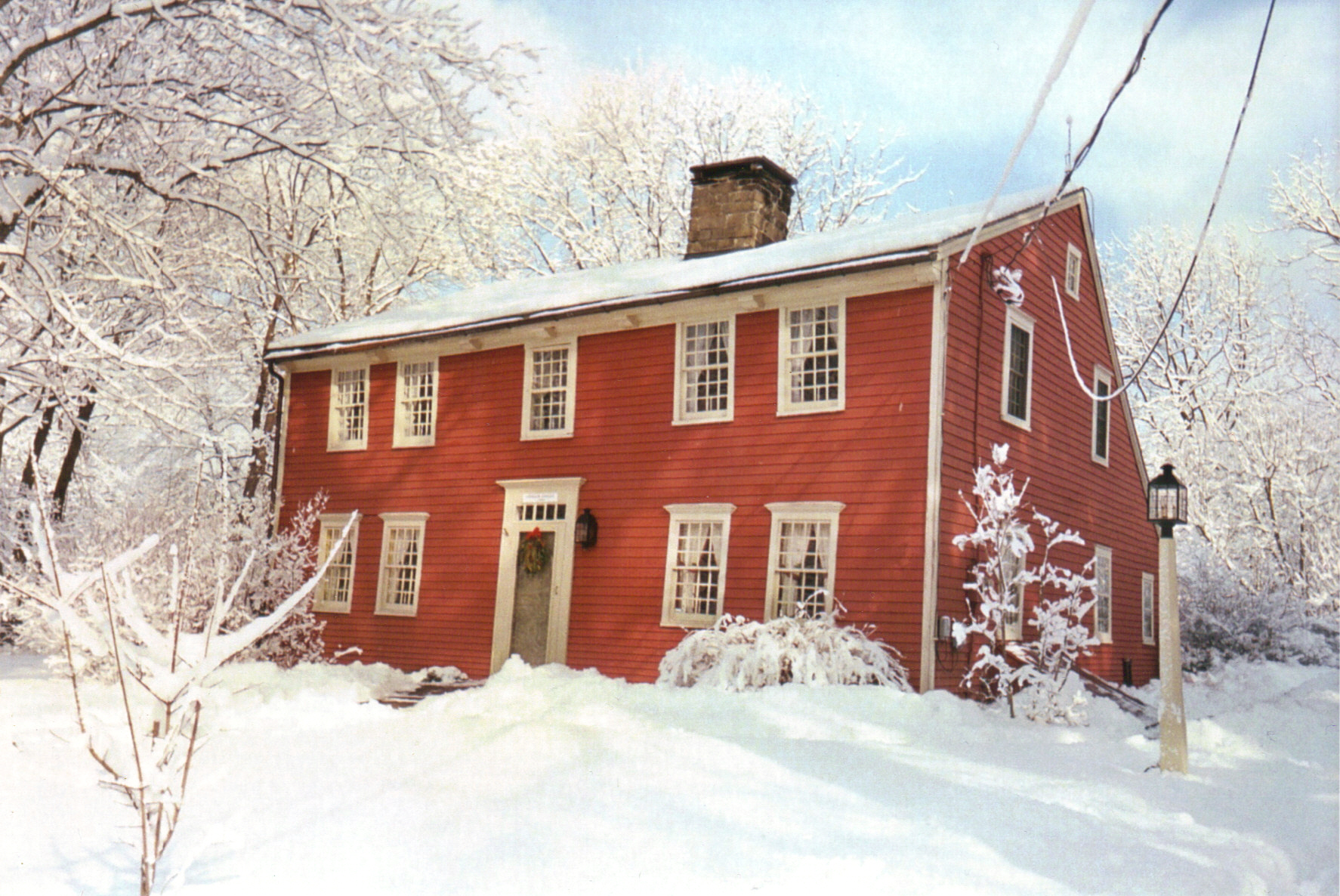
La maison Ephraim Hawley, typique de l'architecture saltbox, date de 1683.
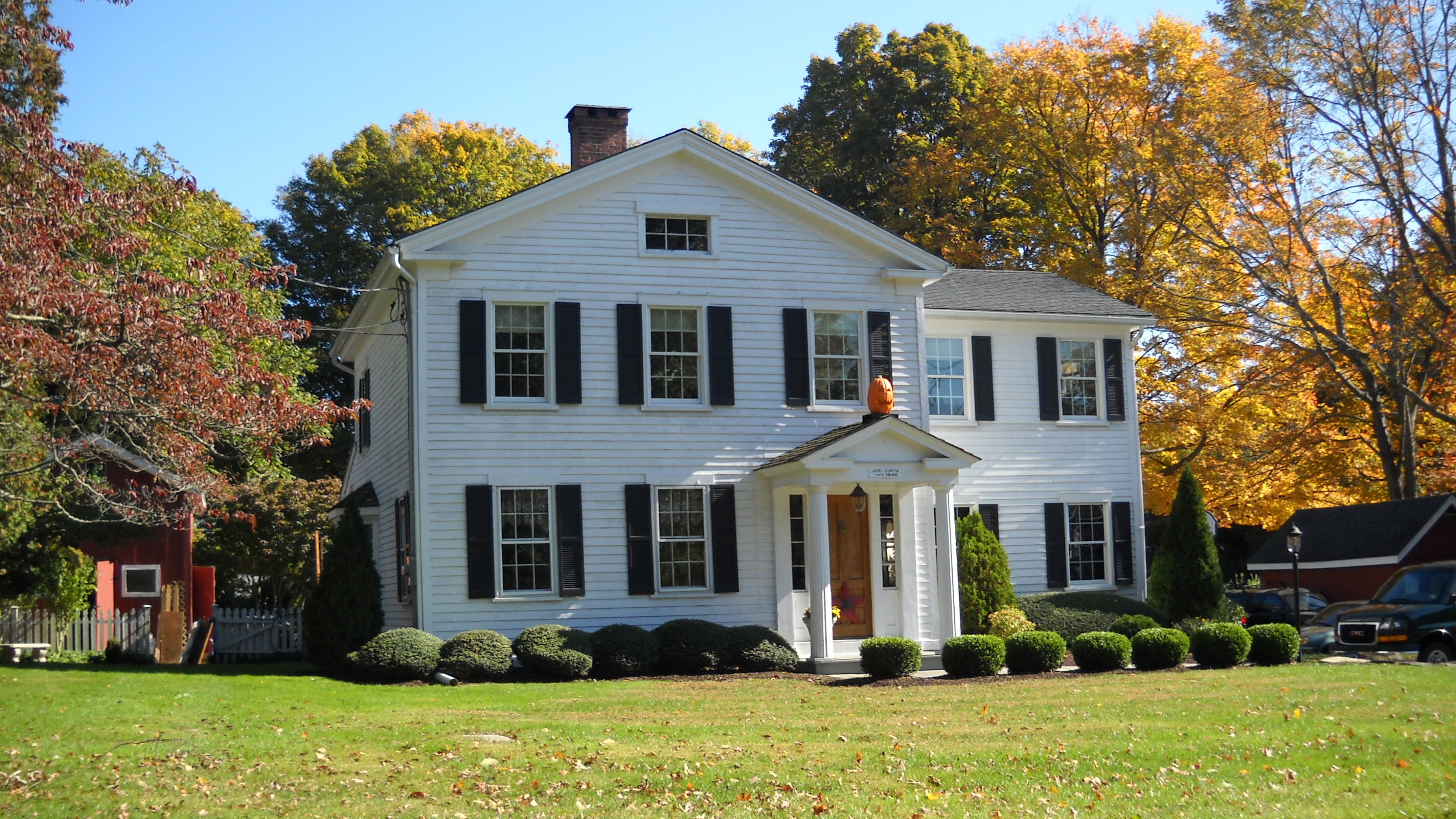
Autre maison coloniale des années 1680.
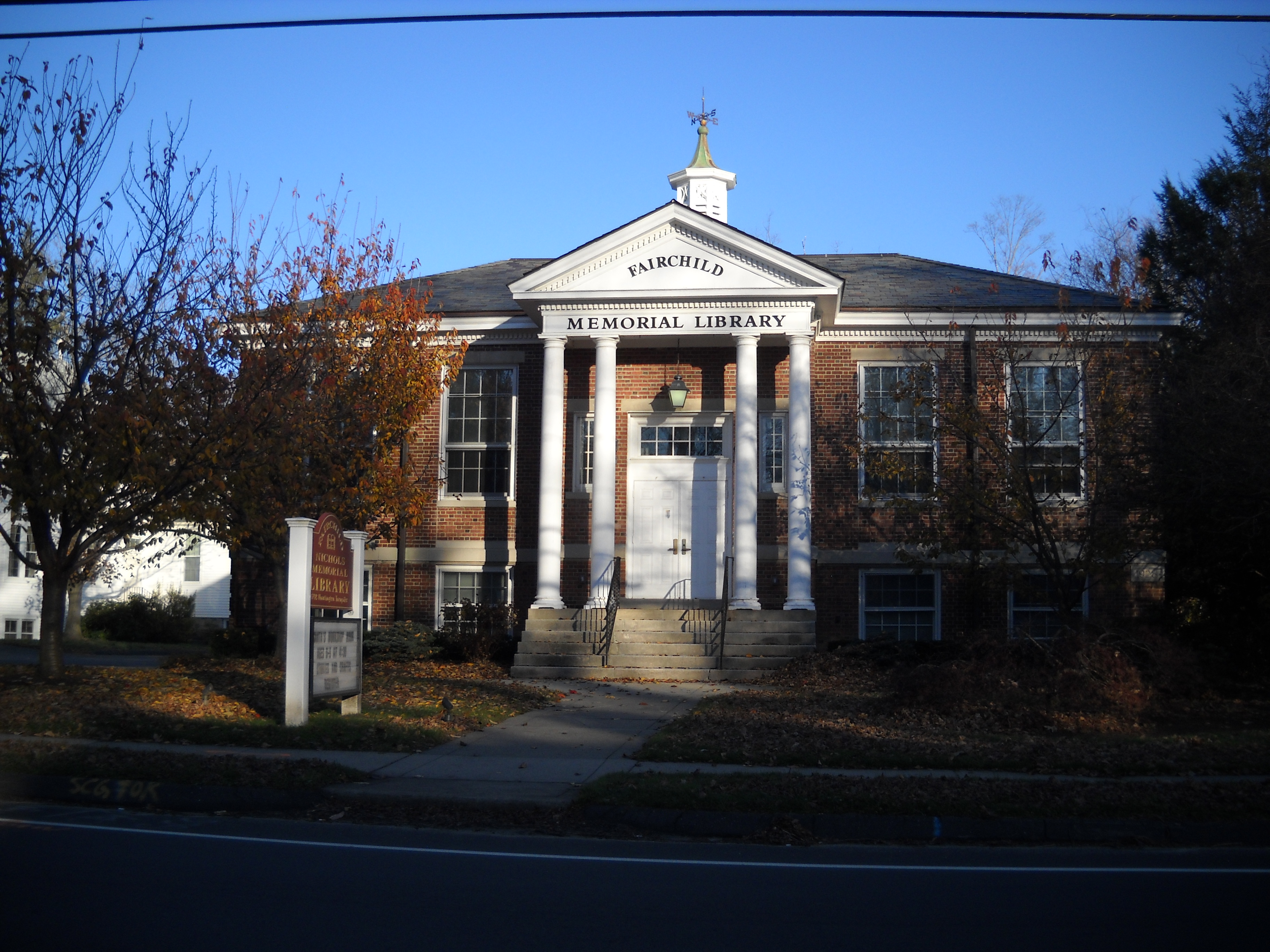
La bibliothèque Fairchild (1925).